# Каск, Яна
Яна Каск (эст. Jana Kask, род. 11 ноября 1991 года) — эстонская певица, победитель Eesti otsib superstaari 2008, второго сезона эстонской версии Pop Idol. В финале она боролась с Арно Суйслепом, победив с 52,9 % голосов. Её первый студийный альбом был выпущен в 2009 году.
На сегодня она держит рекорд самого молодого победителя шоу Pop Idol в мире и во время её триумфа, установленном Кейси Донован, победителя второго сезона Australian Idol. Первой песней Яны Каск была «Leaving You for Me» («Оставлю тебя ради меня»).

## Дискография

### Альбом
- 2009: Face in the Mirror

### Синглы
- 2008: Leaving You for Me
- 2009: Face in the Mirror
- 2010: Don't Want Anything
- 2011: Feel the Vibe
- 2012: Beyond Good And Evil
- 2012: Sleep My Little Angel
- 2012: Heroes
- 2013: Shooting Star